# Блявінський рудник
Блявінський рудник – колишнє гірничодобувне підприємство у Оренбурзькій області Росії.
У 1916-му році англійський промисловець Леслі Уркварт зайнявся розробкою покладів міді в долині річки Блява. Втім, вже невдовзі ця діяльність припинилась через революцію.
Новий етап розробки почався в 1934 році. Рудник, будівництво якого завершилось у 1936-му, вів видобуток підземним способом та первісно мав потужність у 100 тисяч тон руди, проте в подальшому цей показник довели до 2,5 тисяч тон на добу. Блявінський рудник виступив початковою сировинною базою Мідногорського мідно-сірчаного комбінату, а переробка мідноколчеданної руди здійснювалась на Мідногорському мідеплавильному заводі із отриманням не лише мідевмісного продукту, але й елементарної сірки.
З 1954-го підземний видобуток припинили та перейшли до кар’єрної розробки, при цьому у підсумку глибина кар’єру досягнула 220 метрів.
В 1971 (за іншими даними – 1972) році розробка зупинилась через вичерпання запасів у контурі кар’єру. На цей момент починаючи з 1934-го з родовища вилучили біля 20 млн тон руди.
В подальшому до кінця 1980-х провадили експерименти із вилучення руди, що знаходилась поза контурами кар’єру, за допомогою підземного вилуговування (зокрема, є відомості про використання бактеріального вилуговування). Роботи включали обурювання рудного поля свердловинами глибиною до 95 метрів. Таким чином було вилучено кілька сотень тон міді, проте промислового значення ці роботи не мали.
Наразі Блявінський кар’єр затоплений водою.